# Crinigera maritima
Crinigera maritima är en svampart som beskrevs av I. Schmidt 1985. Crinigera maritima ingår i släktet Crinigera, divisionen sporsäcksvampar och riket svampar.   Inga underarter finns listade i Catalogue of Life.